# Kołaczkowo (gmina)
Kołaczkowo (do 1954 gmina Borzykowo) – gmina wiejska w województwie wielkopolskim, w powiecie wrzesińskim. W latach 1975–1998 gmina położona była w województwie poznańskim.
Siedziba gminy to Kołaczkowo. W latach 70. siedziba znajdowała się w Borzykowie.
Według danych z 30 czerwca 2004 gminę zamieszkiwały 6123 osoby. Natomiast według danych z 31 grudnia 2017 rokugminę zamieszkiwało 6065 osób.

## Struktura powierzchni
Według danych z roku 2002 gmina Kołaczkowo ma obszar 115,95 km², w tym:
- użytki rolne: 86%
- użytki leśne: 7%

Gmina stanowi 16,47% powierzchni powiatu.

## Demografia

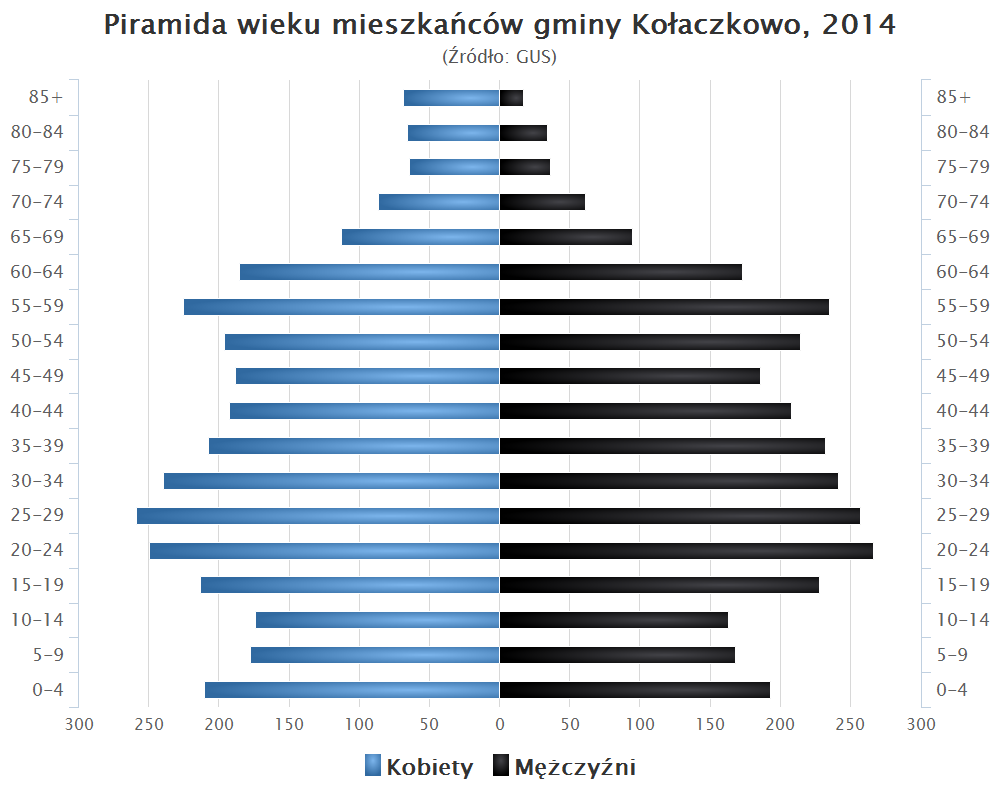
Piramida wieku mieszkańców gminy Kołaczkowo w 2014 roku

Dane z 30 czerwca 2004:
| Opis                              | Ogółem | Ogółem | Kobiety | Kobiety | Mężczyźni | Mężczyźni |
| --------------------------------- | ------ | ------ | ------- | ------- | --------- | --------- |
| jednostka                         | osób   | %      | osób    | %       | osób      | %         |
| populacja                         | 6123   | 100    | 3096    | 50,6    | 3027      | 49,4      |
| gęstość zaludnienia (mieszk./km²) | 52,8   | 52,8   | 26,7    | 26,7    | 26,1      | 26,1      |

## Sąsiednie gminy
Lądek, Miłosław, Pyzdry, Strzałkowo, Września, Żerków

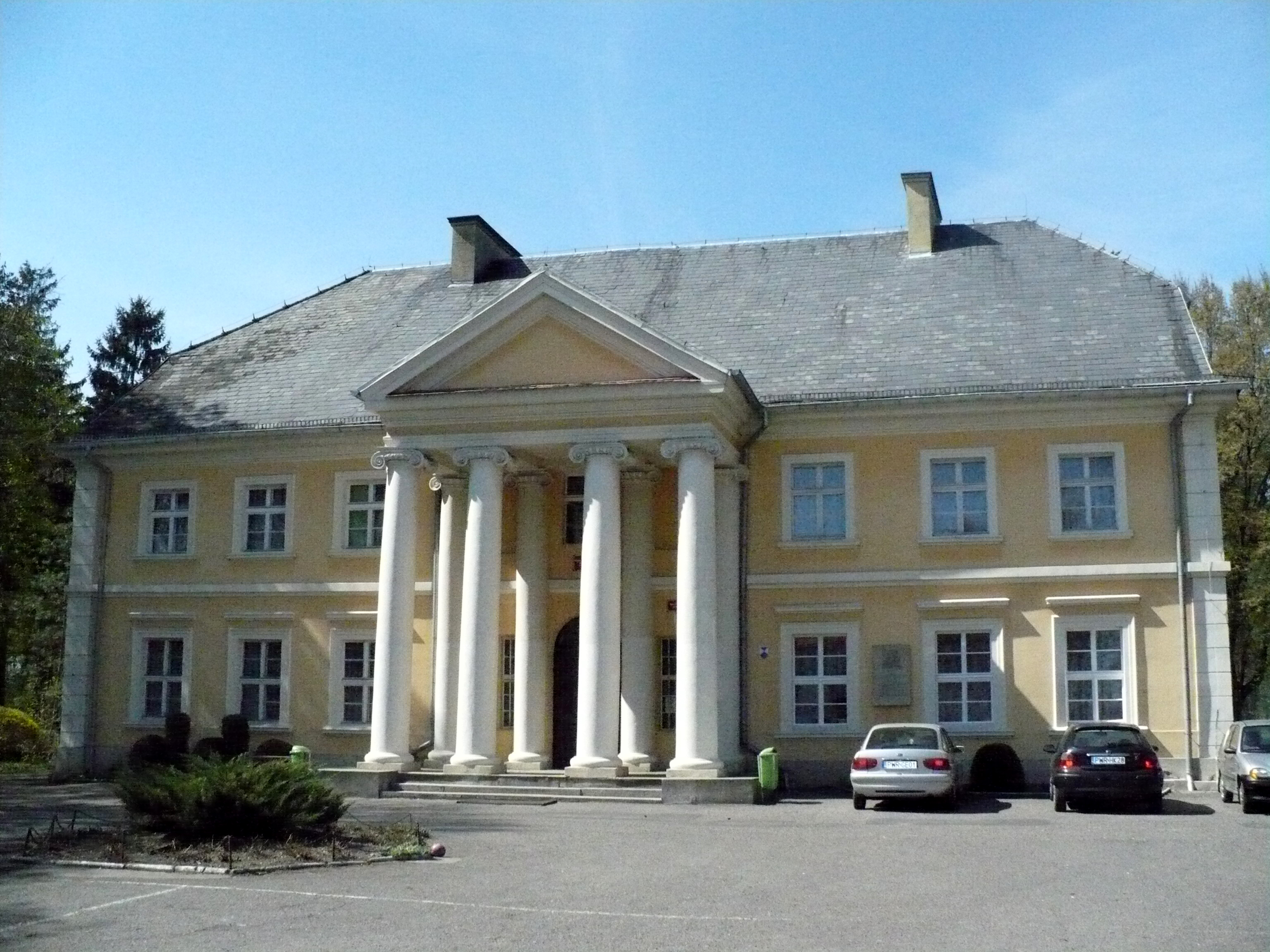
Pałac Władysława Reymonta w Kołaczkowie

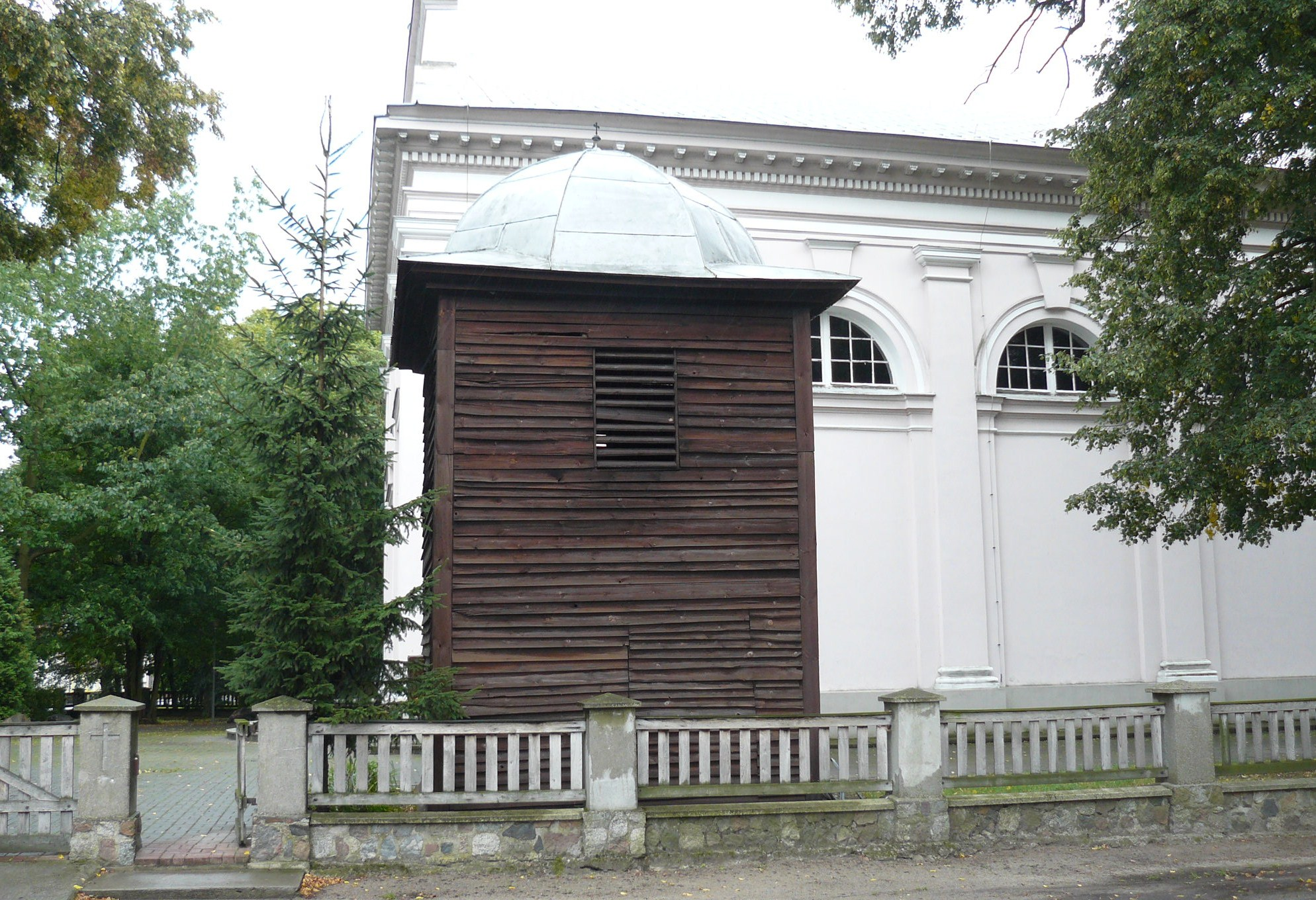
Kościół Świętych Apostołów Szymona i Judy Tadeusza w Kołaczkowie

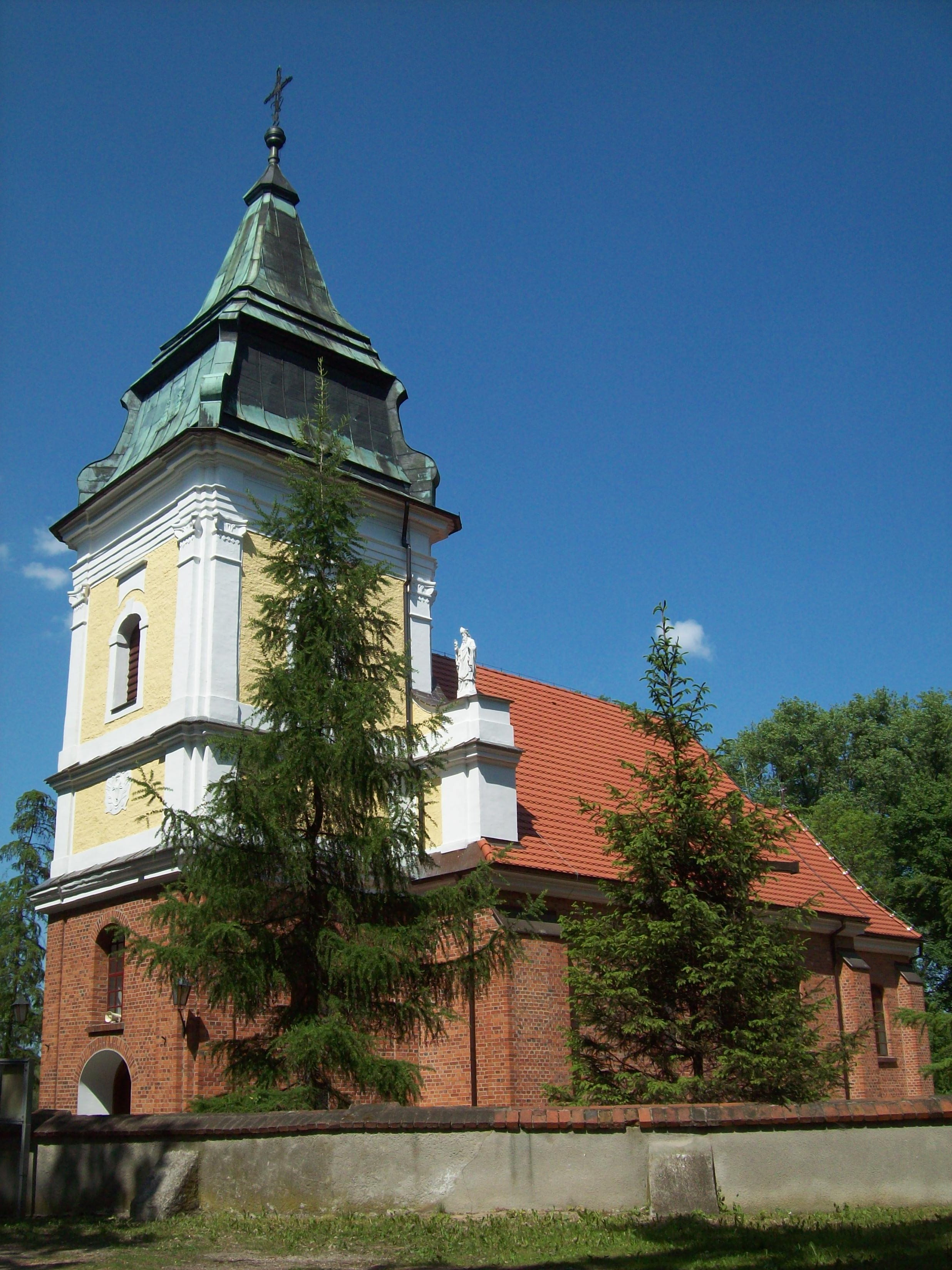
Kościół Świętego Krzyża w Bieganowie

## Zabytki
Na terenie gminy znajduje się 14 obiektów zabytkowych:
- 2 obiekty zabytkowe w Kołaczkowie
- Bieganowo - kościół Świętego Krzyża, drewniano-murowany z 1729, przebudowany w 1800 (nr rej.: 951/A z 4.03.1970)
- Bieganowo - zespół pałacowy z XIX/XX w. (nr rej.: 1444/A z 12.04.1973):
  - pałac z 1910
  - park z XIX-XX w.
- Borkowo - zespół dworski po 1920 (nr rej.: 2649/A z 15.07.1998):
  - dwór
  - park
- Gorazdowo - zespół dworski z I połowy XIX w. (nr rej.: 962/A z 5.03.1970):
  - dwór
  - 2 oficyny
  - park
- Grabowo Królewskie - zespół kościoła parafialnego z 1925-27 (nr rej.: 2644/A z 14.04.1998):
  - kościół św. Jadwigi
  - dzwonnica
  - kaplica
  - cmentarz przykościelny
  - ogrodzenie z bramą
- Grabowo Królewskie - zespół dworski:
  - dwór z 1928 (nr rej.: 2645/A z 27.04.1998)
  - ogrodzenie z bramkami z 1928 (nr rej.: 2645/A z 27.04.1998)
  - park z połowy XIX – XX w. (nr rej.: 1977/A z 11.12.1984)
- Sokolniki - kościół św. Jakuba Większego z 1930-32 (nr rej.: 38/Wlkp/A z 25.09.2000)
- Sokolniki - cmentarz przykościelny (nr rej.: 38/Wlkp/A z 25.09.2000)
- Sokolniki - park z XIX/XX w. (nr rej.: 1985/A z 19.12.1984)
- Zieliniec - kościół św. Michała, drewniany z XVIII w. (nr rej.: 2500/A z 30.10.1953)
- Zieliniec - dzwonnica drewniana z XVII w. (nr rej.: 958/A z 5.03.1970)
- Zieliniec - park dworski z XIX w. (nr rej.: 1797/A z 27.06.1980)